# Microgaster yichunensis
Microgaster yichunensis är en stekelart som beskrevs av Xu och Chen 2002. Microgaster yichunensis ingår i släktet Microgaster och familjen bracksteklar. Inga underarter finns listade i Catalogue of Life.